# BeppoSAX卫星
是一颗意大利和荷兰合作研制的X射线天文学人造衛星。这颗卫星的结构和控制系统是由多个意大利和荷兰公司制造的，其科学仪器则由意大利国家研究委员会的研究所研制。卫星以意大利天文学家朱塞佩·奥基亚利尼的昵称命名，是X射线天文卫星（Satellite per Astronomia i raggi X）的缩写。
的一个重要成就是辨认了许多与伽玛射线暴相关联的银河系外天体。
是1996年发射的，本来计划运行两年，但是实际上一直运行到2002年4月30日，此后该卫星的轨道跌落太快，一些亚系统开始失灵。最后于2003年脱离轨道，坠入太平洋。

## 卫星物理特性
- 大小：3.6米高，2.7米直径
- 太阳能电池：3千瓦
- 收集数据：每公转周期（90分钟）1

## 仪器
有五台科学仪器：
- 低能浓缩光谱仪（Low Energy Concentrator Spectrometer）
- 中能浓缩光谱仪（Medium Energy Concentrator Spectrometer）
- 高压气体闪烁正比计数器（High Pressure Gas Scintillation Proportional Counter）
- 探测器（Phoswich Detector System）
- 大视场照相机（Wide Field Camera）

前四台仪器（往往被统称为窄视场仪器）一般指向同一方向，因此可以同时对一个天体在很广的能谱上（从0.1至300keV）进行观测。
由两个编码光圈照相机组成，它们的感光范围在2至30keV之间，每个照相机的视场为20x20°。在100至600keV之间几乎有一个全天视场，它尤其适合发现伽玛射线暴。
的分辨率非常差，但是它发现伽玛射线暴后可以初步定位，然后可以精确定位并对其余烬进行观察。
包括三台同样的气体闪烁正比计数器，这些仪器对1.3至10keV的X射线敏感。与几乎一样，只不过它的窗比较薄，能够让低到0.1keV的X射线进入。在4keV以上由于背景干扰的数据无效。和均能成像，而高能窄视场仪器无法成像。
也是一台气体闪烁正比计数器，但是其气体的气压高（3大气压）。高气压意味着高密度，因此它可以探测到能量高达120keV的光子。
是一台由两种闪烁体（碘化钾和碘化铯）组成的复合晶体探测器，它能够探测到至能量为300keV的光子。它的光谱分辨率比气体探测器的低。